# Justin Cronin
Justin Cronin (1962) é um escritor americano.

## Biografia
Vencedor do PEN/Hemingway em 2002, Suas obras de ficção lhe renderam, ainda, os prêmios Stephen Crane, Whiting Writers’ e Pew Fellowship.
Nascido e criado na Nova Inglaterra, Cronin é um graduado da Universidade de Harvard e Oficina dos Escritores de Iowa. Ele ensinou escrita criativa e foi o "Autor em residência" no La Salle University, na Filadélfia. Ele vive com sua esposa e filhos em Houston, Texas, onde ele foi professor de Inglês na Universidade de Rice.
Em julho de 2007, a Variety informou que as empresas Fox compraram os direitos para adaptação em cinema da trilogia A Passagem de Cronin. O primeiro livro da série, A Passagem, foi lançado em junho de 2010 e recebeu muitas críticas favoráveis. O livro foi adaptado pela Fox em uma série televisiva (The Passage), com Justin Cronin creditado como co-produtor.

## Obras
- A Short History of the Long Ball (1990)
- Mary and O'Neil (2001) – Ganhadora do Stephen Crane Prize
- The Summer Guest (2004)

### Trilogia A Passagem
- The Passage (2010) Brasil: A Passagem
- The Twelve (2012)[3] Brasil: Os Doze
- The City of Mirrors (2016)[3]  - Brasil: A Cidade dos Espelhos